# 加藤智子
加藤 智子（かとう ともこ、1987年〈昭和62年〉4月28日 - ）は、日本の女優、アイドルであり、舞台を中心にテレビ、映画、LIVEに出演など幅広く活動中。また、女性アイドルグループ・SKE48チームKIIの元メンバーである。
愛知県知立市出身。

## 略歴
- 2009年3月29日、『SKE48第二期メンバーオーディション』に合格。
- 2009年4月25日、『「神公演予定」* 諸般の事情により、神公演にならない場合もありますので、ご了承ください。』において、チームKIIのメンバーとして初お披露目。
- 2009年6月13日、『SKE48 チームKII 1st Stage「会いたかった」公演』にて劇場公演デビュー。
- 2013年9月、光文社『FLASH』主催のオーディション『ミスFLASH2014』にエントリー[4]。
- 2014年2月3日、『ミスFLASH2014』8代目グランプリに選ばれる[5][6]。
- 2014年8月25日、チームKII公演において同年9月いっぱいでSKE48を卒業することを発表[7]。
- 2014年9月29日、SKE48劇場での卒業公演をもってSKE48を卒業。
- 2014年10月1日、AKSからTWIN PLANETへ移籍。
- 2015年7月22日、大人系アイドルユニット「DREAMING MONSTER」を結成しリーダーに就任。
- 2015年12月2日、DREAMING MONSTERを卒業。
- 2017年4月1日、スカイコーポレーションに移籍したことをTwitterで発表[8]。その後、同社関連会社のリクコーポレーションへ転籍（転籍時期不明）。
- 2018年1月、タックルベリーのイメージガール「ベリーガールズ」の14代目メンバーに就任[注 1]。同年3月、三栄書房『GOLF TODAY』のイメージガール「GTバーディーズ」メンバーに選ばれる[1]。
- 2019年4月、ウィザードリー・エンタテインメントに移籍した[10]。
- 2021年4月、劇団ひまわりに移籍した[11]。
- 2022年7月、Twitterにて結婚したことを発表した[12]。

## 人物
- 愛称は、モコちゃん[13]。
- キャッチフレーズは「ともこもこもこ〜、ふわふわもこもこ〜」[14]。「癒し系お姉さん」として活動[15]。
- SKE48加入前は、マッシモ（現：ヴィズミックモデルエージェンシー）に所属しモデル活動をしていた[16]。しかし、大きな仕事に恵まれず伸び悩んでいた時にマッシモを退社し、SKE48のオーディションを受けた[6]。『ミスFLASH2014』のサバイバルバトルでは、ファイナルステージ3巡目を除く[注 2]すべての回で1位を獲得している[4]。
- 趣味は、ビーズのアクセサリーを作ること[17]。

### SKE48
- グループ内の同好会「モコ族」の「族長」を務めていた。「モコ族」は、加藤と2011年当時のチームKIIで仲の良かった阿比留李帆・後藤理沙子・山田澪花の4人で結成し、2013年11月時点で13人のメンバーを擁する[18]。主な活動は食事に行くことだが、2013年5月にはサンシャイン栄の「SKE48 cafe」で初の公式イベントを開いた[18]。

## SKE48在籍時の参加曲

### シングルCD選抜曲
SKE48名義
- 「青空片想い」に収録
  - バンジー宣言 – チームB.L.T.名義
- 「ごめんね、SUMMER」に収録
  - ピノキオ軍 - シアターガールズ名義
- 「1!2!3!4! ヨロシク!」 に収録
  - コスモスの記憶 - 白組名義
  - そばにいさせて
- 「バンザイVenus」に収録
  - 愛の数 - チームKII名義
  - 卒業式の忘れもの - 白組名義
- 「パレオはエメラルド」に収録
  - 積み木の時間
- 「オキドキ」に収録
  - 初恋の踏切
- 「片想いFinally」に収録
  - 今日までのこと、これからのこと
- 「キスだって左利き」に収録
  - 体育館で朝食を - 白組名義
- 「チョコの奴隷」に収録
  - 冬のかもめ - 白組名義
- 「美しい稲妻」に収録
  - 2人だけのパレード - Team KII名義
- 「賛成カワイイ!」に収録
  - カナリアシンドローム - 白組名義
- 「未来とは?」に収録
  - S子と嘘発見器 - Team KII名義
  - 僕らの絆
- 「不器用太陽」に収録
  - サヨナラ 昨日の自分 - Team KII名義

AKB48名義
- 「ギンガムチェック」に収録
  - あの日の風鈴 - ウェイティングガールズ名義

### アルバムCD選抜曲
SKE48名義
- 『この日のチャイムを忘れない』に収録 
  - 叱ってよ、ダーリン! - チームKII名義
  - ヘビーローテーション - チームKII名義

### 劇場公演ユニット曲
チームKII 1st Stage「会いたかった」公演
- 渚のCHERRY

チームKII 2nd Stage「手をつなぎながら」公演
- チョコの行方

チームKII 3rd Stage「ラムネの飲み方」公演
- Nice to meet you!
- フィンランド・ミラクル※
※赤枝里々奈卒業後

チームKII 4th Stage「シアターの女神」公演
- ロッカールームボーイ

チームKII 5th Stage「ラムネの飲み方」公演
- Nice to meet you!
※大場美奈休演時は大場ポジションで出演（荒井優希が加藤のユニットアンダー）
- フィンランド・ミラクル※
※山下ゆかりのユニットアンダー

## 作品

### 映像作品
- ミスFLASH2014 加藤智子（2014年4月16日、イーネット・フロンティア） - EAN 4571369482739。
- 加藤智子 ずっと、きっと。（2014年9月26日、竹書房） - EAN 4985914416726。
- ラブ＊ターゲット（2015年2月20日、ラインコミュニケーションズ） - EAN 4529971006799。
- ドラマ「風媒花」（2016年11月7日、「風媒花」制作委員会）

### ドラマCD
- 風水巫女【関ヶ原篇】- 勝子 役

## 出演

### 舞台
- 怪傑パンダース第8回本公演「キミに逢いたくて」（2014年10月8日 - 13日、新宿村LIVE）
- タンバリンプロデューサーズ 舞台「鬼斬（おにぎり）」（2014年12月18日 - 23日、新宿村LIVE）
- タンバリンプロデューサーズ MOSH vol.8「恋する惑星」（2015年2月11日 - 2月15日、築地ブディストホール）
- ACTOR'S TRASH ASSH別腹公演 其の六「針が指す空遥（ソナタ）まで」（2015年5月2日 - 6日、笹塚ファクトリー）
- アリスインプロジェクト「魔銃ドナー[19]」（2015年6月24日 - 7月5日、シアターKASSAI） - 坂上桜子 役
- アリスインプロジェクト「新・戦国降臨ガール[20]」（2015年10月21日 - 25日、全労済ホール／スペース・ゼロ） - 前田蛍 役
- アリスインプロジェクト「クォンタム・ドールズ[21]」（2016年1月6日 - 11日、新宿村LIVE） - 榊秀子 役
- アリスインプロジェクト 香港公演「戦国降臨ガール・インターナショナル[22]」（2016年3月11日 - 13日、香港・同流黑盒劇場） - 紅花（フォンファ） 役
- 舞台版「実は私は[23]」（2016年5月11日 - 15日、新宿村LIVE） - 紅本明里 役
- アリスインプロジェクト「チェンジングホテル NAGOYA[24]」（2016年6月9日・12日・13日、名古屋・うりんこ劇場） - 横堀真由美 役
- アリスインプロジェクト「時空警察クロノゲイザー[25]」（2016年7月6日 - 10日、六行会ホール） - 時空刑事プレア 役（特別出演）
- のぶニャがの野望 番外公演「ねこ軍議～飼い猫はどいつニャ？～」（2016年8月8日・11日 - 14日、新大久保R'sアートコート） - ミャーゴ姫 役
- アリスインプロジェクト「アリスインデッドリースクールパラドックス[26]」（2016年8月19日・21日、シアターKASSAI） - 竹内珠子 役（ゲスト出演）
- アリスインプロジェクト「戦国降臨ガール インターナショナルTOKYO 完全版[27]」（2016年10月7日 - 10日、築地ブディストホール） - 蘭白香(あららぎしろか） 役
- アリスインプロジェクト「GIRLS TREK[28]」（2016年12月7日 - 11日、新宿THEATER BRATS） - キャサリン 役
- 爆走おとな小学生 第一回特別授業「46億年ゼミ」（2017年1月15日、中目黒キンケロシアター）- 白マリア 役（ゲスト出演）
- アリスインプロジェクト「DANCE DANCE DANCE! 踊りが丘学園～これが私の舞活動～[29]」（2017年2月9日 - 19日、シアターKASSAI） - 弌伽（いちか） 役（初主演）

### 映画
- 風媒花（2016年10月22日、お台場シネマメディアージュ）※一日限定上映
- ...and LOVE（2017年3月18日）
- いつくしみふかき
- 私だってするんです（カッシー） - 主演・慰舞林檎 役（西川俊介とW主演）[30]
  - 私だってするんです1（2022年3月11日）
  - 私だってするんです2（2022年3月12日）

### Vシネマ
- バーニングアクション スーパーヒロイン列伝37 セーラーストライカー（2020年8月28日 ZENピクチャーズ）
- ガイアレンジャー ミクロ怪人ヒアリンガー（2020年11月27日 ZENピクチャーズ） - 主演・ガイアブルー / 相田優芽 役[31]

### インターネット配信
- SHOWROOM 「加藤智子❤もこもこべや」（2015年7月 - 休止中）
- WALLOP放送局「もこ族の集い」（2015年3月 - 不定期放送）
- 生テレ「加藤智子のモコだけの話」（2016年11月 - レギュラー放送中）
- 全日本女子パリピ選手権（2018年5月12日 - 13日、AbemaTV） - 元48パリピ神4軍団

### テレビ
- 地元応援バラエティ このへん!!トラベラー（2009年12月30日、2010年5月18日・12月28日、2011年1月4日、中京テレビ）[32]
- SKE48学園（2011年4月2日 - 不定期出演、Pigoo）
- 知って解決!SKEっとネット（2011年4月11日・2012年10月15日・11月19日、NHK総合） - 名古屋放送局制作・東海3県ローカル。
- SKE48 ムスメにいかが!?（2011年6月8日・9月21日、東海テレビ）
- イッテ♡恋48（テレビ神奈川）
  - 「廃校を歩こう」（2011年6月12日・6月19日）
  - 「4人5脚で箱根の山を歩こう」（2011年8月7日）
- SKE48の世界征服女子（2011年10月3日 - 不定期出演、中京テレビ）
- SKE48のおやすみ名言道場（2013年5月31日・7月26日・8月20日、中京テレビ）
- ワーキングデッド〜働くゾンビたち〜（2014年12月4日、BSジャパン）
- 次世代アイドル発掘バラエティー 人気者になろう!（2015年7月3日 - 9月18日、日本テレビ）
- ドリーム7「風媒花」（2016年9月13日 - 10月4日、チバテレビ）
- ドリーム7「東京クレープ」レギュラー（2016年9月27日 - 放送中、チバテレビ）
- Midnight女子会Z（2018年5月10日 - 、BSスカパー!）第21回「旅情編」から出演、レギュラー・MC担当。

### ラジオ
- SKE48 観覧車へようこそ!!（2009年10月26日 - 2013年7月29日、不定期出演、CBCラジオ）
- SUNSHINE SAKAE presents RADIO SPLASH（2010年9月16日 - 2013年10月24日、不定期出演、FM愛知）
- SKE48 1+1+1は3じゃないよ!（2011年5月8日 - 2014年9月21日、不定期出演、東海ラジオ）
- SKE48 1+1は2じゃないよ!（2011年6月10日 - 2014年9月25日、不定期出演、東海ラジオ）[33]
- もちろんSKE!!（2013年6月17日・6月24日、bayfm）
- 「インスタントジョンソンじゃいのサンデーちゃん」（2016年8月 - 不定期出演、レインボータウンFM）